# Усть-Иша
Усть-Иша — село в Красногорском районе Алтайского края. Административный центр Усть-Ишинского сельсовета.

## История
В 1926 году село состояло из 342 хозяйств. В национальном составе населения того периода преобладали русские. В административном отношении являлось центром Усть-Ишинского сельсовета Сростинского района Бийского округа Сибирского края.

## Население
| 1926  | 1997  | 1998  | 1999  | 2000  | 2001  | 2002  | 2003  | 2004  |
| ----- | ----- | ----- | ----- | ----- | ----- | ----- | ----- | ----- |
| 2215  | ↘1493 | ↗1508 | ↗1512 | ↘1489 | ↘1469 | ↘1410 | ↗1422 | ↗1430 |
| 2005  | 2006  | 2007  | 2008  | 2009  | 2010  | 2011  | 2012  | 2013  |
| ↗1448 | ↘1437 | ↘1420 | ↗1432 | ↗1440 | ↘1390 | ↘1388 | ↘1380 | ↘1362 |

### Национальный состав
Согласно результатам переписи 2002 года, в национальной структуре населения русские составляли 98 %.